# Limbo (Daddy Yankee)
Limbo è un brano musicale del rapper portoricano Daddy Yankee, quarto singolo tratto dal suo sesto album Prestige. È stato composto da Ramon Ayala, Elicer Palacios, Giancarlos Rivera, Jonathan Rivera, e prodotto da MadMusick, il duo Giancarlos Rivera e Jonathan Rivera in collaborazione con Luny Tunes. Del brano è stato realizzato il remix ufficiale in collaborazione con il duo portoricano Wisin & Yandel ed è stata pubblicata la versione spanglish. Il brano fa parte del famoso gioco Just Dance 2014 e Zumba Fitness: World Party. Limbo è stata scritta appositamente per Zumba Fitness.
Il remix ufficiale in collaborazione con il duo portoricano Wisin & Yandel è datato 19 febbraio 2013. La versione spanglish è stata pubblicata il 1º aprile 2013. La canzone ha raggiunto la prima posizione della Billboard Latin Songs Chart e Billboard Latin Pop Songs in quest'ultima rimanendo stabile in prima posizione per tredici settimane consecutive. A livello internazionale la canzone ha avuto un notevole successo e ha raggiunto la prima posizione in Colombia, Repubblica Dominicana e Cile. Daddy Yankee ha eseguito Limbo come brano d'apertura del 2013 ai Latin Billboard Awards.

## Video
Il video è stato messo in commercio il 27 ottobre 2012 e nel giugno 2013 è stato certificato VEVO con oltre 100 milioni di visualizzazioni su YouTube. È stato diretto da Jessy Terrero e girato presso il Centro Cerimoniale Otomí a Temoaya, in Messico. Coreografo è stato Danielle Polanco e istruttore Zumba Fitness Gina Grant.

## Successo in Italia
Limbo è stato presentato in Italia da Daddy Yankee in due concerti da "tutto esaurito" a Milano e Roma. In Italia è stato il brano latino-americano più scaricato nel 2013 ed è stato certificato disco di platino dalla Federazione della musica italiana, che ha riscontrato vendite superiori a 30.000 unità. Il video occupa la settima posizione fra quelli più visualizzati nel 2013 su VEVO in Italia. Durante l'estate ha scalato la classifica italiana iTunes ed è stato tra i più trasmessi dalle radio italiane.

## Flash Mob
Limbo ha generato in tutto il mondo una serie di flash mob, il più importante dei quali è stato organizzato a Milano il 7 settembre 2013 e al quale hanno partecipato circa quattromila persone.

## Classifiche
| Classifica (2012-13) | Posizione massima |
| -------------------- | ----------------- |
| Colombia             | 2                 |
| Francia              | 141               |
| Italia               | 17                |
| Spagna               | 46                |
| Svizzera             | 33                |

## Premi e riconoscimenti
Latin Music Italian Awards
- 2013 - Nomination - Best Latin Song of the Year
- 2013 - Nomination - Best Latin Male Video of the Year